# Indianapolis Colts 1991
La stagione 1991 degli Indianapolis Colts è stata la 38ª della franchigia nella National Football League, l'ottava con sede a Indianapolis. I Colts conclusero con un record di una vittoria e 15 sconfitte, chiudendo al quinto posto dell'AFC East e mancando l'accesso ai  playoff per il quarto anno consecutivo. La squadra disputò una delle peggiori stagioni della storia della NFL e fece registrare l'allora record negativo di 143 punti segnati da quando il calendario fu allargato a 16 partite.

## Roster
| Roster degli Indianapolis Colts nel 1991 |
| --- |
| Quarterback - 11 Jeff George - 9 Mark Herrmann - 12 Rusty Hilger - 10 Jack Trudeau Running Back - 29 Eric Dickerson - 23 Anthony Johnson FB - 21 Brian Lattimore - 44 Tim Manoa FB - 34 Bruce Perkins Wide Receiver - 80 Bill Brooks - 84 Jessie Hester - 85 Darvell Huffman - 86 Sammy Martin KR - 86 Reggie Thornton - 83 Clarence Verdin KR/PR Tight End - 88 Kerry Cash - 32 Ken Clark RB - 87 James Coley - 88 Bob Mrosko Offensive Linemen - 62 Brian Baldinger C/G - 63 Brian Blados T - 71 Kevin Call T - 58 Mark Cannon C - 66 Chris Conlin G - 69 Randy Dixon G - 67 Jack Linn T - 73 Zefross Moss T - 75 Irv Pankey T - 79 Bubba Paris G/T - 74 Bill Schultz G - 64 Darin Shoulders T - 72 Mark Vander Poel T Defensive Linemen - 90 Mel Agee DE - 76 Sam Clancy DE - 91 Shane Curry DE - 95 Travis Davis NT - 65 Frank Giannetti NT - 78 Jon Hand DE - 98 Tony Siragusa NT - 99 Donnell Thompson DE Linebacker - 51 Chip Banks OLB - 50 Duane Bickett OLB - 58 Cedric Figaro ILB - 54 Jeff Herrod ILB - 59 Matt Jaworski ILB - 56 Brian Jones ILB - 96 Quintus McDonald OLB/ILB - 97 Scott Radecic ILB - 57 Pat Snyder ILB - 58 Matt Vanderbeek OLB/ILB - 92 Tony Walker OLB Defensive Back - 31 Michael Ball SS - 36 John Baylor CB/SS - 38 Eugene Daniel CB - 37 Chris Goode CB - 26 Alan Grant CB - 25 Cornell Holloway CB - 42 Dave McCloughan FS - 27 Keith Taylor FS Special Team - 4 Dean Biasucci K - 3 Rohn Stark P Lista delle riserve - 81 Pat Beach TE (IR) - 20 Albert Bentley FB (IR) - 53 Ray Donaldson C (IR) - 39 Mike Prior FS (IR) |
| Legenda - I rookie sono in corsivo. - Il primo ruolo è il principale mentre gli eventuali successivi indicano i ruoli secondari. - (IR) sta per Injured Reserve ed indica la lista ristretta per un solo giocatore infortunato che può tornare ad allenarsi dopo la settimana 6 e a rientrare in prima squadra dopo che questa ha giocato 8 partite. - (NF-Inj.) / (NF-Ill.) stanno rispettivamente per Non-Football Injured e Non-Football Illness ed indicano le liste dove viene inserito un giocatore che ha un infortunio o una malattia non dipendente dal football americano. - (PUP) sta per Physically Unable to Perform ed indica la lista dove viene inserito un giocatore mentre è in attesa di recuperare la condizione fisica. Nella stagione regolare dopo la sesta partita giocata dalla propria squadra, il giocatore ha tempo tre settimane per riprendere ad allenarsi, più tre settimane aggiuntive dal suo rientro agli allenamenti per rientrare in prima squadra. |

Fonte:

## Calendario
| Stagione regolare |                    |                         |                    |                    |                               |                    |                    |
| Turno             | Data               | Avversario              | Risultato          | Record             | Stadio                        | Pubblico           |                    |
| 1                 | 1º settembre 1991  | New England Patriots    | S 7–16             | 0–1                | Hoosier Dome                  | 49,961             |                    |
| 2                 | 8 settembre 1991   | at Miami Dolphins       | S 6–17             | 0–2                | Joe Robbie Stadium            | 51,155             |                    |
| 3                 | 15 settembre 1991  | at Los Angeles Raiders  | S 0–16             | 0–3                | Los Angeles Memorial Coliseum | 40,287             |                    |
| 4                 | 22 settembre 1991  | Detroit Lions           | S 24–33            | 0–4                | Hoosier Dome                  | 53,396             |                    |
| 5                 | 29 settembre 1991  | at Seattle Seahawks     | S 3–31             | 0–5                | Kingdome                      | 56,656             |                    |
| 6                 | 6 ottobre 1991     | Pittsburgh Steelers     | S 3–21             | 0–6                | Hoosier Dome                  | 55,383             |                    |
| 7                 | 13 ottobre 1991    | at Buffalo Bills        | S 6–42             | 0–7                | Rich Stadium                  | 79,015             |                    |
| 8                 | 20 ottobre 1991    | New York Jets           | S 6–17             | 0–8                | Hoosier Dome                  | 53,025             |                    |
| 9                 | Settimana di pausa | Settimana di pausa      | Settimana di pausa | Settimana di pausa | Settimana di pausa            | Settimana di pausa | Settimana di pausa |
| 10                | 3 novembre 1991    | Miami Dolphins          | S 6–10             | 0–9                | Hoosier Dome                  | 55,899             |                    |
| 11                | 10 novembre 1991   | at New York Jets        | V 28–27            | 1–9                | The Meadowlands               | 44,792             |                    |
| 12                | 17 novembre 1991   | Chicago Bears           | S 17–31            | 1–10               | Hoosier Dome                  | 60,519             |                    |
| 13                | 24 novembre 1991   | at Green Bay Packers    | S 10–14            | 1–11               | Milwaukee County Stadium      | 42,132             |                    |
| 14                | 1º dicembre 1991   | Cleveland Browns        | S 0–31             | 1–12               | Hoosier Dome                  | 57,539             |                    |
| 15                | 8 dicembre 1991    | at New England Patriots | S 17–23            | 1–13               | Foxboro Stadium               | 20,131             |                    |
| 16                | 15 dicembre 1991   | Buffalo Bills           | S 7–35             | 1–14               | Hoosier Dome                  | 48,286             |                    |
| 17                | 22 dicembre 1991   | at Tampa Bay Buccaneers | S 3–17             | 1–15               | Tampa Stadium                 | 28,043             |                    |

## Classifiche
| AFC East             |    |    |   |      |      |      |     |     |     |
|                      | V  | S  | P | %    | CONF | DIV  | PF  | PS  | STR |
| (1) Buffalo Bills    | 13 | 3  | 0 | .813 | 7–1  | 10–2 | 458 | 318 | S1  |
| (6) New York Jets    | 8  | 8  | 0 | .500 | 4–4  | 6–6  | 314 | 293 | V1  |
| Miami Dolphins       | 8  | 8  | 0 | .500 | 4–4  | 5–7  | 343 | 349 | S2  |
| New England Patriots | 6  | 10 | 0 | .375 | 4–4  | 5–9  | 211 | 305 | S1  |
| Indianapolis Colts   | 1  | 15 | 0 | .063 | 1–7  | 1–11 | 143 | 381 | S6  |